# Birger Ringborg
Birger Ringborg, född 3 mars 1871 i Norrköpings S:t Olai församling, död 1928, var en svensk motorcykelförare. Han var bror till Ludvig Ringborg.
Ringborg, som var son till ingenjören Johannes Ringborg och Anna Vilhelmina Swartz, var verksam som grosshandlare i Norrköping och tillhörde den svenska motorcykelsportens pionjärer. "Gubben" Ringborg blev på Husqvarna prickfri i Majtävlingen 1916 och 1922. Han var ordförande i Svenska Motorklubbens östgötaavdelning 1917–1923, vice ordförande i Svenska Motorklubben 1918–1921 och vice ordförande i Svenska Motorklubbens motorcykelutskott 1925–1928.